# Дриеняни
Дриеняни (на сръбски: Дријењани) е село в Босна и Херцеговина, разположено в община Требине, в ентитета на Република Сръбска. Населението му според преброяването през 2013 г. е 7 души, от тях: 7 (100,00 %) сърби.

## Население
Численост на населението според преброяванията през годините:
- 1961 – 61 души
- 1971 – 46 души
- 1981 – 40 души
- 1991 – 27 души
- 2013 – 7 души